# جائزة نوبل في الأدب 1988
مُنحت جائزة نوبل في الأدب عام 1988 للكاتب المصري نجيب محفوظ (1911-2006) الذي: «من خلال أعمال غنية بالتفاصيل الدقيقة، تارة واقعية بصيرورة واضحة، وتارة غامضة بشكل مثير، شكّل فنًا سرديًا عربيًا ينطبق على البشرية جمعاء». وهو أول عربي مصري يحصل على الجائزة.

## سبب الاختيار
تتناول كتابات نجيب محفوظ بعضًا من أهم قضايا الحياة، مثل مرور الزمن، والمجتمع والأعراف، والمعرفة والإيمان، والعقل والحب. تدور أحداث بعض أعماله المبكرة في مصر القديمة مثل رادوبيس (1943)، وهو يستخدم القاهرة بشكل متكرر كخلفية لحكاياته. كتابه الثلاثية الشهير (1956-1957): بين القصرين (1956)، وقصر الشوق (1957)، والسكرية (1957)، يصف المجتمع المصري الحديث بشكل كبير. على الرغم من أن بعض أعماله اللاحقة تتمتع بجودة أكثر صوفية أو ميتافيزيقية، إلا أن أعماله اللاحقة ركزت على العصر الحديث والحياة في مجتمع متغير. تتألف أعمال محفوظ من 350 قصة قصيرة وأكثر من 30 رواية، من بينها أولاد حارتنا (1959)، وثرثرة فوق النيل (1966)، وأفراح القبة (1981). حُولَت العديد من قصصه إلى أفلام.

## ردود الفعل
كان محفوظ يقرأ على نطاق واسع في مصر وغيرها من البلدان العربية، لكنه لم يكن معروفًا إلى حد كبير في العالم الغربي عندما حصل على جائزة نوبل. ورغم أن محفوظ كان مثيرًا للجدل سياسيًّا، إلا أنه كان كاتبًا شعبيًّا، وحظيت جائزة نوبل التي مُنحت له بقبول مميز في جميع أنحاء العالم العربي حيث هنّأ كل العالم العربي والإسلامي. وقد قبلَت ابنتاه الجائزة في حفل توزيع الجوائز في ستوكهولم في كانون الأول 1988. تبرع محفوظ بمعظم أموال الجائزة للجمعيات الخيرية.

## محاضرة نوبل
ألقى محمد سلماوي محاضرةً بمناسبة حصول نجيب محفوظ على جائزة نوبل في الأكاديمية السويدية في 8 كانون الأول 1988 أولًا باللغة العربية، ثم باللغة الإنجليزية.

## حفل توزيع الجوائز
وفي حفل توزيع الجوائز في ستوكهولم في 10 كانون الأول 1988، قال ستور آلن [الإنجليزية]، السكرتير الدائم للأكاديمية السويدية:
يتمتع نجيب محفوظ بمكانة لا تُضاهى كمتحدث باسم النثر العربي. ومن خلاله، وفي المجال الثقافي الذي ينتمي إليه، بلغ فن الرواية والقصة القصيرة معايير عالمية للتميز، نتيجةً لمزيج من التراث العربي الأصيل والإلهام الأوروبي والفن الشخصي.

لم يتمكن نجيب محفوظ من حضور حفل توزيع الجوائز. وقد تسلمت الجائزة ابنتاه أم كلثوم نجيب محفوظ وفاطمة نجيب محفوظ.

## روابط خارجية
- بيان صحفي لعام 1988 nobelprize.org
- كلمة حفل توزيع الجوائز nobelprize.org
- محاضرة نجيب محفوظ عن جائزة نوبل nobelprize.org
- فيلم وثائقي عن نجيب محفوظ، جائزة نوبل